# (10023) Vladifedorov
(10023) Vladifedorov est un astéroïde de la ceinture principale.

## Description
(10023) Vladifedorov est un astéroïde de la ceinture principale. Il fut découvert le 17 novembre 1979 à Nauchnyj par Lioudmila Tchernykh. Il présente une orbite caractérisée par un demi-grand axe de 2,43 UA, une excentricité de 0,18 et une inclinaison de 1,9° par rapport à l'écliptique.
Il a été nommé en l'honneur du chirurgien soviétique Vladimir Fiodorov.

## Compléments